# Opname
Opname és una pel·lícula dramàtica neerlandesa de 1979 dirigida per Marja Kok i Erik van Zuylen. Va ser creada per membres del grup de teatre neerlandès Het Werkeneater després de dues produccions teatrals sobre el mateix tema d'enfrontar-se a la perspectiva de la mort després d'un diagnòstic es mantinguessin en cartellear després de centenars d'actuacions. La història es basa en les experiències del pare de l'actor principal Joop Admiraal.
La pel·lícula va ser seleccionada com a entrada holandesa per al Millor pel·lícula en llengua estrangera a la Premis Oscar de 1980, però no va ser acceptada com a nominada. Va guanyar el Lleopard de Bronze i el Premi del Jurat Ecumènic al Festival Internacional de Cinema de Locarno el 1980.

## Argument
La pel·lícula gira al voltant d'un jardiner, el senyor de Waal, que està hospitalitzat. El seu estat empitjora, però no sap exactament què li passa. Comparteix l'habitació amb el jove Frank, que pateix una malaltia mortal, i intenta treure'n el millor possible. El tabú sobre el càncer és tan gran als anys 70 que ningú li diu què li passa, de manera que ha d'esbrinar per si mateix que està malalt en fase terminal. La pel·lícula destaca clarament com els implicats tracten el tabú.

## Repartiment
- Joop Admiraal - De Bruin
- Frank Groothof - Frank
- Marja Kok - Mrs. De Waal
- Hans Man in 't Veld - Dr. Hageman
- Daria Mohr - Anja Vonk
- Shireen Strooker - infermera
- Gerard Thoolen - infermer masculí
- Herman Vinck - Pare de Frank
- Helmert Woudenberg - Mr. De Waal
- Olga Zuiderhoek - infermera

## Enllsçod externs
- Opname a YouTube